# The River (nummer)
The River is een nummer van de Amerikaanse zanger Bruce Springsteen. Het nummer verscheen op 10 oktober 1980 op z'n vijfde studioalbum The River. In mei 1981 werd het nummer in West Europa op single uitgebracht door CBS Records. Ook werd de single toen in het Verenigd Koninkrijk en Ierland uitgebracht.

## Nummer informatie
Op 22 september 1979 speelde Springsteen voor het eerst "The River" tijdens een concert in het Madison Square Garden. Dit optreden gaf hij in het kader van No Nukes, een serie concerten waarmee geprotesteerd werd tegen het gebruik van kernenergie. Het nummer zou aanvankelijk deel uitmaken van het album The Ties That Bind, maar Springsteen besloot het uit te breiden met een aantal donkere, rauwere nummers, en hij noemde het dubbelalbum The River. De opnames van "The River" vonden in juli of augustus 1979 plaats in The Power Station in Manhattan (New York).
Springsteen werd bij het schrijven van de tekst geïnspireerd door een countrynummer van Hank Williams, genaamd de "Long Gone Lonesome Blues". In het nummer zingt Springsteen over de frustraties van het leven in de arbeidersklasse: "I got a job working construction for the Johnstown Company. But lately there ain't been much work on account of the economy." (Nederlands: "Ik kreeg een baan in de bouw bij de Johnstown Company. Maar de laatste tijd is er niet veel werk door de economie.").
Een gesprek tussen Springsteen en zijn zwager vormde de basis voor "The River". Hij was destijds zijn baan in de bouw kwijtgeraakt en tot overmaat van ramp liep zijn huwelijk op de klippen. Springsteen geldt als een icoon van de Amerikaanse arbeidersklasse en de wederwaardigheden van deze klasse lopen als een rode draad door zijn oeuvre. Met zijn eerste twee albums, Greetings from Asbury Park, New Jersey (1973) en The Wild, the Innocent and the E Street Shuffle (1973), bracht hij een ode aan dit leven. Vervolgens stelde hij op Born to Run (1975) en Darkness at the Edge of Town (1978) de strubbelingen en frustraties hiervan aan de kaak. Met de albums The River (1981) en Nebraska (1982) beschreef Springsteen de wanhoop die deze moeilijkheden ten gevolge kunnen hebben. Zo gaat "The River" over teleurstellingen en verwachtingen die niet worden waargemaakt: "Is a dream a lie if it don't come true. Or is it something worse" (Nederlands: "Is een droom een leugen als hij niet uitkomt. Of is het iets ergers.")
Het nummer verscheen in 1986 op het livealbum Live/1975-85. Deze opname betrof een registratie van een concert op 30 september 1985 in het LA Coliseum. "The River" maakt verder deel uit van de verzamelalbums Greatest Hits (1995) en The Essential Bruce Springsteen (2003).

## Uitgaven (selectie)
"The River" is meerdere keren als single uitgebracht, waaronder:
1980 - 7", Nederlandse uitgave (CBSA 1179)A: "The River" - 4:59
B: "Independence Day" - 4:46
1981 - 12", Britse uitgave (CBS A13.1179)A1: "The River"
A2: "Born To Run"
B1: "Rosalita"
1981 - 7", Britse uitgave (CBS A1179)A: "The River" - 4:59
B: "Independence Day" - 4:46
1981 - 7", Franse uitgave (A 1356)A: "The River" - 4:59
B: "Ramrod" - 4:04
1981 - 7", Nieuw-Zeelandse uitgave (CBS BA 222843)A: "The River"
B: "Point Blank"
1981 - 7", Australische uitgave (CBS BA 222789)A: "The River"
B: "I'm a Rocker"

## Hitnoteringen
De plaat werd uitsluitend een hit in Europa en Israël. "The River" is in Springsteens' thuisland de Verenigde Staten en buurland Canada nooit als single uitgebracht. In Israël behaalde de plaat de numner 1-positie en in Portugal, Denemarken, Zweden en Noorwegen werd het een top tien hit.
In Nederland werd de plaat regelmatig gedraaid op de nationale radio en werd een radiohit in de destijds drie hitlijsten. De plaat bereikte de 12e positie in zowel de Nederlandse Top 40 als de TROS Top 50 en de 25e positie in de Nationale Hitparade. In de Europese hitlijst, de TROS Europarade, werd géén notering behaald.
In België bereikte de plaat de 21e positie in de Vlaamse Radio 2 Top 30 en de 24e positie in de voorloper van de Vlaamse Ultratop 50. 
In de jaarlijkse NPO Radio 2 Top 2000 van de Nederlandse publieke radiozender NPO Radio 2 kwam de plaat in 2011 voor het eerst in de top 10 met als hoogste notering tot nu toe een 7e positie in 2013.

### Nederlandse Top 40
| Hitnotering: 30-05-1981 t/m 11-07-1981 | Hitnotering: 30-05-1981 t/m 11-07-1981 | Hitnotering: 30-05-1981 t/m 11-07-1981 | Hitnotering: 30-05-1981 t/m 11-07-1981 | Hitnotering: 30-05-1981 t/m 11-07-1981 | Hitnotering: 30-05-1981 t/m 11-07-1981 | Hitnotering: 30-05-1981 t/m 11-07-1981 | Hitnotering: 30-05-1981 t/m 11-07-1981 | Hitnotering: 30-05-1981 t/m 11-07-1981 |
| Week:                                  | 1                                      | 2                                      | 3                                      | 4                                      | 5                                      | 6                                      | 7                                      |                                        |
| -------------------------------------- | -------------------------------------- | -------------------------------------- | -------------------------------------- | -------------------------------------- | -------------------------------------- | -------------------------------------- | -------------------------------------- | -------------------------------------- |
| Positie:                               | 26                                     | 18                                     | 15                                     | 12                                     | 12                                     | 15                                     | 27                                     | uit                                    |

### Nationale Hitparade
| Hitnotering: 30-05-1981 t/m 25-07-1981 | Hitnotering: 30-05-1981 t/m 25-07-1981 | Hitnotering: 30-05-1981 t/m 25-07-1981 | Hitnotering: 30-05-1981 t/m 25-07-1981 | Hitnotering: 30-05-1981 t/m 25-07-1981 | Hitnotering: 30-05-1981 t/m 25-07-1981 | Hitnotering: 30-05-1981 t/m 25-07-1981 | Hitnotering: 30-05-1981 t/m 25-07-1981 | Hitnotering: 30-05-1981 t/m 25-07-1981 | Hitnotering: 30-05-1981 t/m 25-07-1981 | Hitnotering: 30-05-1981 t/m 25-07-1981 |
| Week:                                  | 1                                      | 2                                      | 3                                      | 4                                      | 5                                      | 6                                      | 7                                      | 8                                      | 9                                      |                                        |
| -------------------------------------- | -------------------------------------- | -------------------------------------- | -------------------------------------- | -------------------------------------- | -------------------------------------- | -------------------------------------- | -------------------------------------- | -------------------------------------- | -------------------------------------- | -------------------------------------- |
| Positie:                               | 43                                     | 40                                     | 30                                     | 27                                     | 25                                     | 28                                     | 29                                     | 39                                     | 49                                     | uit                                    |

### TROS Top 50
Hitnotering: 07-05-1981 t/m 09-07-1981. Hoogste notering: #12 (2 weken).

### Vlaamse Radio 2 Top 30
| Positie: | 26 | 21 | 29 | uit |

### NPO Radio 2 Top 2000
| Nummer met noteringen in de NPO Radio 2 Top 2000 | '99 | '00 | '01 | '02 | '03 | '04 | '05 | '06 | '07 | '08 | '09 | '10 | '11 | '12 | '13 | '14 | '15 | '16 | '17 | '18 | '19 | '20 | '21 | '22 | '23 | '24 |
| ------------------------------------------------ | --- | --- | --- | --- | --- | --- | --- | --- | --- | --- | --- | --- | --- | --- | --- | --- | --- | --- | --- | --- | --- | --- | --- | --- | --- | --- |
| The River                                        | 48  | 33  | 26  | 19  | 30  | 20  | 27  | 40  | 11  | 21  | 30  | 30  | 10  | 15  | 7   | 16  | 17  | 14  | 19  | 21  | 19  | 21  | 16  | 23  | 23  | 37  |

1. ↑  Een vetgedrukt getal geeft de hoogste notering aan.

### Evergreen Top 1000
| Evergreen Top 1000 | Evergreen Top 1000 | Evergreen Top 1000 | Evergreen Top 1000 | Evergreen Top 1000 | Evergreen Top 1000 | Evergreen Top 1000 | Evergreen Top 1000 | Evergreen Top 1000 | Evergreen Top 1000 | Evergreen Top 1000 | Evergreen Top 1000 | Evergreen Top 1000 | Evergreen Top 1000 | Evergreen Top 1000 | Evergreen Top 1000 | Evergreen Top 1000 |
| Jaar               | 2008               | 2009               | 2010               | 2011               | 2012               | 2013               | 2014               | 2015               | 2016               | 2017               | 2018               | 2019               | 2020               | 2021               | 2022               | 2023               |
| ------------------ | ------------------ | ------------------ | ------------------ | ------------------ | ------------------ | ------------------ | ------------------ | ------------------ | ------------------ | ------------------ | ------------------ | ------------------ | ------------------ | ------------------ | ------------------ | ------------------ |
| Positie            | -                  | -                  | -                  | -                  | -                  | -                  | -                  | -                  | 93                 | 169                | 106                | 84                 | 118                | 94                 | 102                | 105                |

## Erwin Nyhoff
In de derde aflevering van de 'blind auditions' van het tweede seizoen van The voice of Holland zong Erwin Nyhoff op 7 oktober 2011 het nummer The River. Alle vier de coaches draaiden hun stoel om. Nyhoff koos Angela Groothuizen als coach. Het nummer kwam vervolgens als muziekdownload beschikbaar. Nadat Nyhoff in de halve finale, op 13 januari 2012, ten koste van Niels Geusebroek doorging naar de finale, werd het nummer veelvuldig gedownload zodat de single een week later op nummer 83 binnenkwam in de Nederlandse Single Top 100. Tijdens de finale van The voice of Holland op 20 januari bracht Nyhoff het nummer opnieuw ten gehore.

### Hitnotering

#### NederlandseSingle Top 100
| Hitnotering: 21-01-2012 t/m 28-01-2012 | Hitnotering: 21-01-2012 t/m 28-01-2012 | Hitnotering: 21-01-2012 t/m 28-01-2012 | Hitnotering: 21-01-2012 t/m 28-01-2012 |
| Week:                                  | 1                                      | 2                                      |                                        |
| -------------------------------------- | -------------------------------------- | -------------------------------------- | -------------------------------------- |
| Positie:                               | 83                                     | 80                                     | uit                                    |

## Iris Van Straten
In de tweede live show van eerste seizoen van The Voice van Vlaanderen zong Iris Van Straten op 10 februari 2012 het nummer The River. Na de uitzending was het nummer gelijk verkrijgbaar als muziekdownload. Een week later kwam de single op nummer 35 binnen in de Vlaamse Ultratop 50.

### Hitnotering

#### VlaamseUltratop 50
| Hitnotering: 18-02-2012 | Hitnotering: 18-02-2012 | Hitnotering: 18-02-2012 |
| Week:                   | 1                       |                         |
| ----------------------- | ----------------------- | ----------------------- |
| Positie:                | 35                      | uit                     |